# Folkungabygdens pastorat
Folkungabygdens pastorat är ett pastorat i Vätterbygdens kontrakt i Linköpings stift i Mjölby, Boxholms och Ödeshögs kommuner i Östergötlands län. 
Pastoratet bildades 2014 genom sammanläggning av pastoraten:
- Mjölby pastorat
- Skänninge pastorat
- Boxholms pastorat
- Ödeshögs pastorat
- Vifolka pastorat

Pastoratet består av följande församlingar:
- Skänninge församling
- Boxholms församling
- Ödeshögs församling
- Veta församling namnändrades 2018 till Vifolka församling
- Viby församling uppgick 2018 i Vifolka församling
- Västra Hargs församling uppgick 2018 i Vifolka församling
- Östra Tollstads församling
- Mjölby församling
- Väderstads församling

Pastoratskod var till 1 januari 2017 020409 och kontraktstillhörighet var Folkungabygdens kontrakt. Därefter är pastoratskoden 020312.

## Kyrkoherdar
| Ämbetstid | Namn            | Levnadstid | Kommentarer |
| --------- | --------------- | ---------- | ----------- |
| 2017–2020 | Fredrik Lennman | 1955–      | [ 2 ]       |
| 2020–2022 | Gerhard Paping  | 1954–      | [ 3 ]       |
| 2022–     | Maria Åkerström | 1970–      | [ 4 ]       |